# Palparellus nyassanus
Palparellus nyassanus is een insect uit de familie van de mierenleeuwen (Myrmeleontidae), die tot de orde netvleugeligen (Neuroptera) behoort. 
Palparellus nyassanus is voor het eerst wetenschappelijk beschreven door Navás in 1911.